# Силуян (Килин)
Епи́скоп Силуя́н (в миру Си́мон Афиноге́нович Ки́лин; 15 мая 1939, Подойниково, Панкрушихинский район, Алтайский край — 5 ноября 2021, Новосибирск) — архиерей Русской православной старообрядческой церкви; епископ Новосибирский и всея Сибири (1992—2021).

## Биография
Родился 15 мая 1939 года в селе Подойниково Панкрушихинского района Алтайского края в старообрядческой семье. Дед был из беспоповцев, но в 1910-х годах присоединился к белокриницкой иерархии, став священнослужителем.
Основам веры обучала бабушка, а также известный в Новосибирске уставщик Н. Тимофеев. После окончания средней школы обучался в профессионально-техническом училище, где получил специальность слесаря. Работал на заводе, а после окончания бухгалтерских курсов работал бухгалтером.
С 1958 по 1962 год служил в рядах Советской армии радиотехником в войсках ПВО на Сахалине.
В 1962 году вступил в брак и с 1962 по 1966 год служил секретарём и пономарём у епископа Кишинёвского Никодима (Латышева).
24 декабря 1966 года епископом Кишинёвским Никодимом (Латышевым) был рукоположён в сан диакона, 25 декабря — в сан иерея к Покровскому храму в Кишинёве, где и служил настоятелем.
В 1987 году назначен настоятелем храма в городе Минусинске Красноярского края и благочинным всея Сибири и Дальнего Востока. По собственному признанию, «когда мне Москва доверила, сначала как благочинному, а потом и как правящему епископу Сибирской епархии контролировать развитие духовности на огромной территории <…> до самого Тихого океана, то восстанавливать территорию пришлось фактически с нуля. Тогда было всего несколько приходов, в их числе в Новосибирске — исторический, выдержанный, и в Томске, тоже довольно сильный. Все остальное было фактически пустошью и нарабатывалось силами местных христиан, начиная с 1992 года».
В 1990 году возведён в сан протоиерея. Осенью 1992 года в Новосибирске пострижен в иночество.

### Епископское служение
Прошедший 6-11 октября 1992 года освященный собор РПСЦ восстановил Новосибирскую, всея Сибири и Дальнего Востока епархию, а протоиерея Симона избирают кандидатом для поставления в сан правящего епископа. Его супруга Валентина принимает постриг с именем Варсонофия и по благословению митрополита Алимпия назначается игуменьей Николо-Улейминского женского монастыря Ярославской и Костромской епархии.
18 октября 1992 года в Покровском кафедральном соборе на Рогожском кладбище рукоположён в сан епископа с наречением в иночестве имени Силуян. Хиротонию совершили митрополит Московский и всея Руси Алимпий (Гусев) в сослужении с епископом Киевским и всея Украины Иоанном (Витушкиным). Одновременно окормлял территорию бывшей Иркутско-Амурской и всего Дальнего Востока епархии. Стал первым архиереем РПСЦ, рукоположённым после распада СССР
С 1994 года неоднократно посещал Читинскую область, где освятил Свято-Никольский храм в селе Доно и место будущего храма во имя святого священномученика Аввакума в г. Чите.
В 2000 году его ведению было поручено окормление Крестовоздвиженского прихода в Австралии.
В 2004 году, после кончины митрополита Алимпия (Гусева), был одним из кандидатов на замещение Московской кафедры на Освященном Соборе РПСЦ.
5 августа 2005 года Архиерейский суд РПСЦ принял решение о запрещении за канонические нарушения епископа Силуяна от священнослужения. Местом пребывания владыки определено епархиальное управление Новосибирской и всея Сибири епархии.
19 октября 2007 Определение Архиерейского Суда РПСЦ 
о разрешении епископа Силуяна.
1.1    Разрешить от запрещения в священнослужении епископа Силуяна (Килина).
1.2    Восстановить епископа Силуяна в качестве правящего архиерея Новосибирской и всея Сибири епархии.
О канонических прещениях лицам, виновным в публичном распространении через интернет и иные СМИ необоснованных обвинений на первосвятителя.
За укорение архиерея и священников и клеветы на них, согласно 55 правилу святых апостол, 121 и 126 правила Номоканона:
запретить от всякого священнодействия иерея Георгия Иванова и иерея Александра Черногора на срок до рассмотрения на следующем Совете Митрополии (предварительно – февраль 2008 г.) возможности их служения.
отлучить от церковного общения инока Алмпия (Вербицкого), Дмитрия Барановского и Димитрия Козлова на срок рассмотрения на следующем Совете Митрополии их письменного раскаяния, опубликованного в СМИ;
исключить инока Алмпия из состава Канонической комиссии;
учитывая осознание ошибочности поведения и просьбы о прощении Алексея Шишкина и Андрея Езерова, отлучить Алексея Шишкина и Андрея Езерова от святыни на срок до рассмотрения вопроса на следующем Архиерейском Суде. От имени Архиерейского Суда наложить на них усиленную епитимию.
Скончался 5 ноября 2021 года.
Похоронен после архиерейского погребения 8 ноября 2021 года на Мочищенском кладбище. В мае 2023 года на его могиле установлено архиерейское надгробие с восьмиконечным крестом из натурального белого мрамора.